# Cyclocephala brevipennis
Cyclocephala brevipennis är en skalbaggsart som beskrevs av S. Endrödi 1985. Cyclocephala brevipennis ingår i släktet Cyclocephala och familjen Dynastidae. Inga underarter finns listade i Catalogue of Life.